# Gnathopleura ridibunda
Gnathopleura ridibunda är en stekelart som först beskrevs av Thomas Say 1829.  Gnathopleura ridibunda ingår i släktet Gnathopleura och familjen bracksteklar. Arten är reproducerande i Sverige. Inga underarter finns listade i Catalogue of Life.